# Antonios I. von Konstantinopel
Antonios I. (griechisch Αντώνιος Α΄), ursprünglich Konstantinos Kassymatas (Κωνσταντίνος Κασσυματάς) war Patriarch von Konstantinopel (821–836/837).

## Leben
Konstantin schlug eine juristische Laufbahn in Konstantinopel ein und wurde nomikos. Später wurde er Mönch und Hegumen (Abt) des Metropoliton-Klosters. 
814 wurde er als Bischof von Syllaion erwähnt. In diesem Jahr verfasste er im Auftrag von Kaiser Leo V. mit Johannes Grammatikos eine theologische Verteidigungsschrift für die Ablehnung der Bilderverehrung in der Kirche.
Im Januar 821 wurde er Patriarch von Konstantinopel. In diesem Jahr exkommunizierte er den Gegenkaiser Thomas den Slawen.
Ende 836 oder Anfang 837 starb er nach einer schweren Krankheit. Antonios wurde 843 von einem Konzil für seine bilderfeindliche Haltung verdammt.